# Basilika Maria Trost (Vilvoorde)

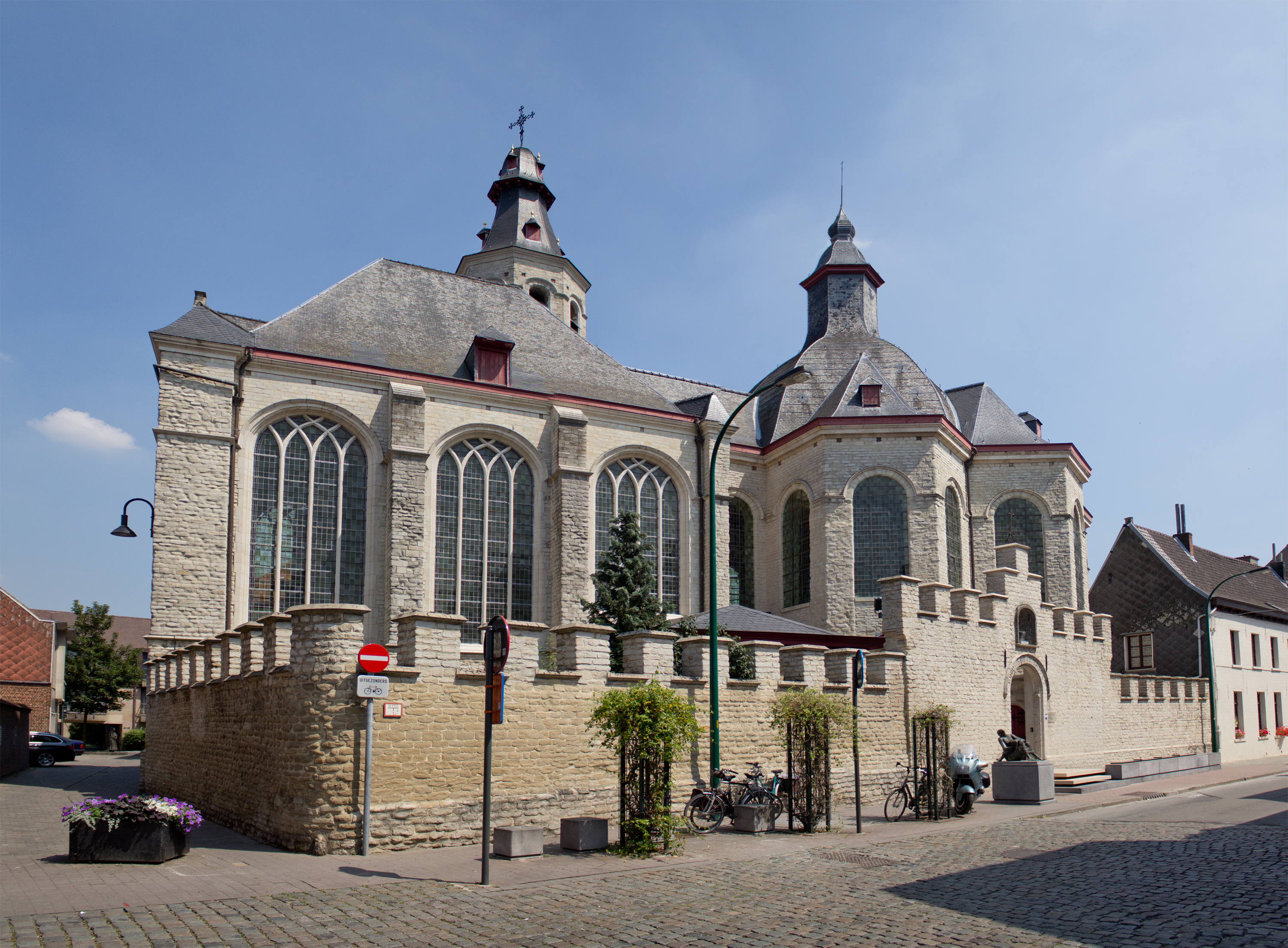
Außenansicht von Süden

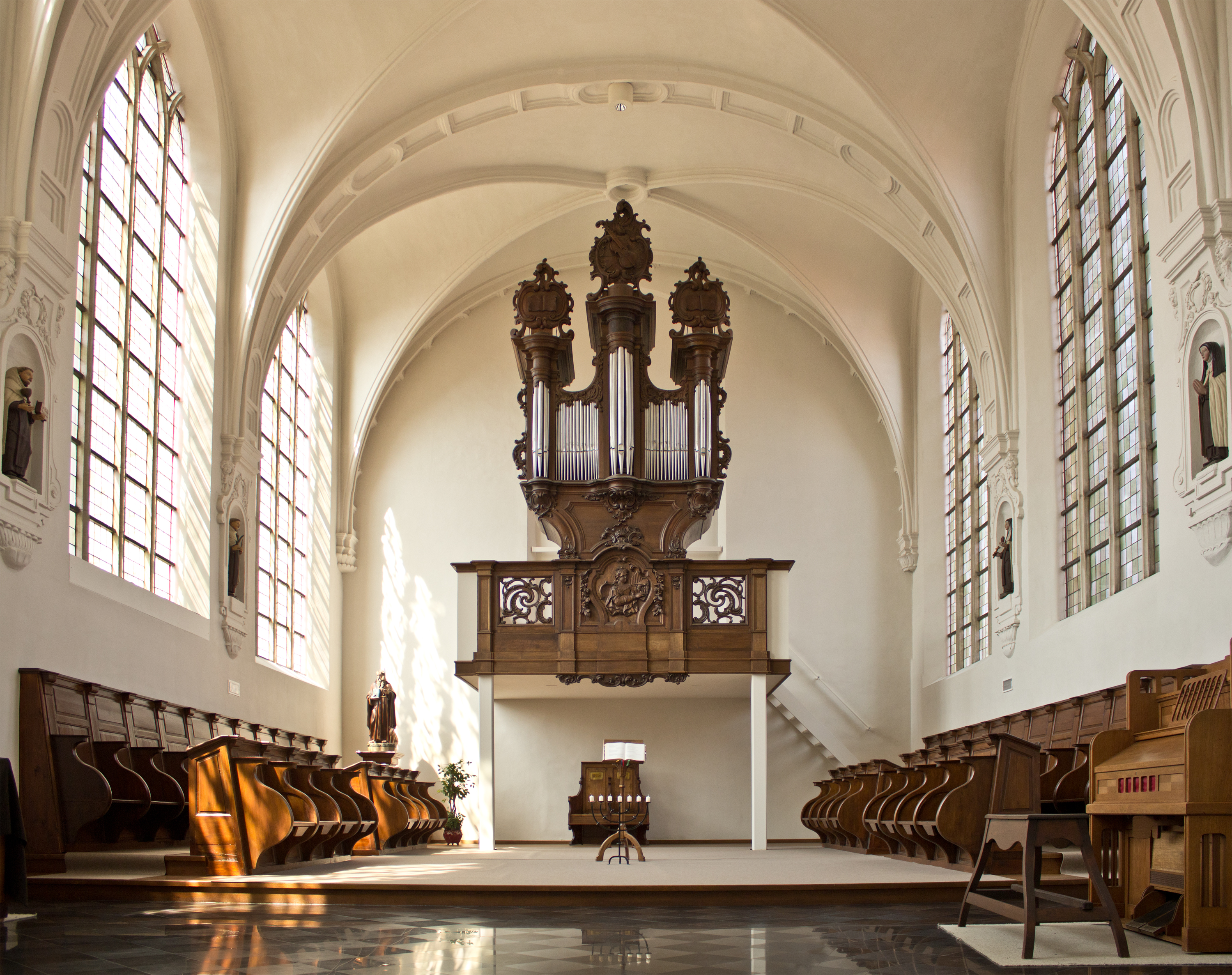
Schwesternchor

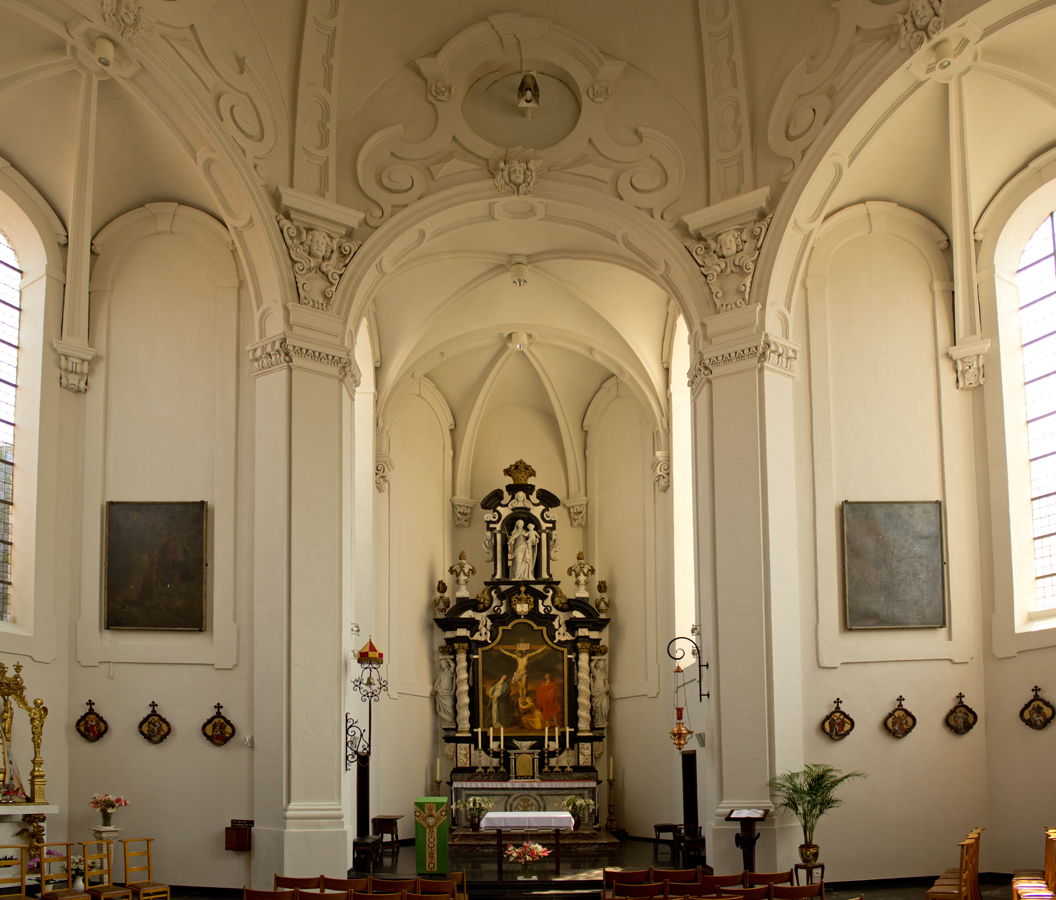
Blick zum Altar

Die Basilika Unserer Lieben Frau vom Trost (niederländisch Basilika Onze-Lieve-Vrouw van Troost) in Vilvoorde in Belgien ist die Klosterkirche der Karmelitinnen. Die Liebfrauenkirche aus dem 17. Jahrhundert gehört zum Erzbistum Mecheln-Brüssel und trägt den Titel einer Basilica minor.

## Geschichte
Im 13. Jahrhundert siedelten sich Beginen außerhalb von Vilvoorde in Steevoort an. Sophie von Brabant, die Frau von Herzog Heinrich II., schenkte den Beginen die wundersame Marienstatue Unserer Lieben Frau und förderte die Erweiterung des Beginenhofs.
1457 initiierte der Gründer der Karmelitinnen, Johannes Soreth, eine Gemeinschaft in Lüttich. Nach der Zerstörung Lüttichs durch Karl den Kühnen ging eine Gruppe der Karmeliterinnen 1469 nach Vilvoorde an den Beginenhof, der Unsere Liebe Frau vom Trost genannt wurde. Die Klostergemeinschaft ist heute die älteste existierende des Ordens. 1575 zog am dritten Sonntag nach Ostern zum ersten Mal eine Prozession durch die Straßen von Vilvoorde und begründete die heutige Wallfahrt an der Troostkermis. 1578 wurde das Kloster während des Ikonoklasmus aus strategischen Gründen zur besseren Verteidigung der Stadt abgerissen. 1586 konnten die Schwestern aus Mechelen zurückkehren und zogen in das ehemalige St.-Nikolaus-Krankenhaus. Dieses wurde mehrfach umgebaut, beim teilweisen Neubau 1641 bis 1646 wurde der Schwesternchor als Kapelle errichtet. 1663 begann die Errichtung des anschließenden Kuppelbaus der Klosterkirche und wurde zwei Jahre später fertiggestellt. Die Weihe der Kirche erfolgte 1671 durch den Erzbischof von Mechelen, Alphonsus de Berghes.
1973 wurde die  Kirche unter Denkmalschutz gestellt, 2009 dann die ganze Klosteranlage. Die Kirche wurde zwischen 2000 und 2010 einer umfassenden Renovierung unterzogen. 2006 erhob Papst Benedikt XVI. die Kirche in den Rang einer Basilica minor, die feierliche Verkündigung erfolgte durch Godfried Kardinal Danneels am Wochenende der Troostkermis am 7. Mai 2006.

## Architektur
Das Bauwerk aus Sandstein gliedert sich in zwei Abschnitte. Der ältere Schwesternchor wurde auf einem rechteckigen Grundriss mit drei Jochen im spätgotisch Stil errichtet. An seinen Seiten steht das Chorgestühl, auf der Westseite ist die Orgel von 1907 installiert. Der quadratische Kirchturm mit vier Etagen ragt auf der Nordseite neben dem dritten Joch auf. In ihm befindet sich eine Tür und ein vergittertes Fenster, die den Zugang zum dahinterliegenden Kloster bildet. Nach Osten schließt sich an den Schwesternchor ein sechsseitiger Barockbau an, der von einer Kuppel mit einer Laterne überdacht ist und als öffentlicher Andachtsraum dient. Der Altar steht in einem folgenden, rechteckigen Chor mit dreiseitiger Apsis und zeigt in seiner zweiten Etage die Statue Unserer Lieben Frau vom Trost.